# Prima Porta-i Augustus
A Prima Porta-i Augustus (olaszul Augusto di Prima Porta) Caius Octavianus Caesar Augustus római császár 2,04 méter magas márványszobra. 1863. április 20-án találták meg a Livia villájában a Prima Porta közelében.
A szobor napjainkban a Vatikáni Múzeumban van kiállítva.
A szobornak számos másolata készült, így Ferdinand Barbedienne francia szobrász is újraalkotta bronzból a 19. században. Ezt a példányt Pálffy J. gróf (1829–1892) megvásárolta és Pozsonyba vitte, ahol ma a Szlovák Nemzeti Múzeum tulajdonában van.

## Irodalom

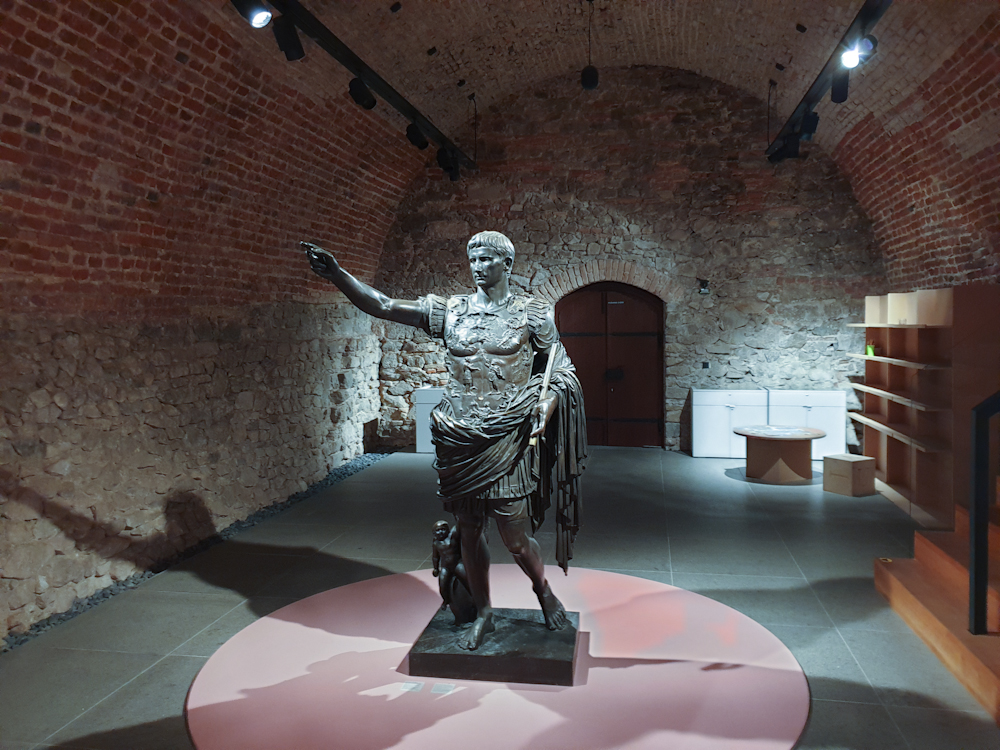
A pozsonyi bronzmásolat